# Gossip (Riki)
Gossip è un singolo del cantante italiano Riki, pubblicato il 9 ottobre 2019 come primo estratto dal secondo album in studio Popclub.

## Tracce
1. Gossip – 2:44